# الحمریه (شارجه)
الحمریه یک منطقهٔ مسکونی در امارات متحده عربی است که در شارجه واقع شده‌است.

## خصوصیات
الحمریه ۰ متر بالاتر از سطح دریا واقع شده‌است.